# Jane Severance
Jane Severance (Moscow, 1957) es una escritora de literatura infantil y educadora estadounidense. Ha publicado tres libros para lectores jóvenes, incluido su primer trabajo, When Megan Went Away (1979), considerado el primer libro ilustrado para niños que incluye personajes LGBT.
Severance creció en Idaho antes de declararse lesbiana y mudarse a Denver para estudiar educación infantil. Allí, se involucró con la comunidad feminista lesbiana local. Sus obras, todas las cuales incluyen personajes lesbianas, tratan sobre la separación de los padres (When Megan Went Away), la paternidad comunitaria no nuclear (Lots of Mommies, 1983) y el alcoholismo de los padres (Ghost Pains, 1992). Los estudiosos de la literatura infantil han descrito las obras de Severance como representaciones únicas y honestas de la vida lésbica que difieren en tono de las representaciones de muchos otros libros ilustrados con personajes LGBT.

## Primeros años de vida
Jane Severance nació en Moscow (Idaho), en 1957. Gran parte de su familia también vivía en el estado. El padre de Severance era un ingeniero eléctrico que se describía a sí mismo como un «granjero-mecánico» y un «granjero-carpintero». Severance sintió que aprendió de él a ser astuta e ingeniosa y más tarde se convirtió en una ávida costurera. Su madre tuvo que lidiar con el abuso de alcohol y medicamentos recetados durante la infancia de Severance. A pesar de ello, describió su juventud como idílica, creciendo en una familia (incluidos dos abuelos y una tía) que valoraba la lectura. En los primeros años de vida de Severance, su padre trabajó en el Laboratorio Nacional de Los Álamos en Nuevo México, por lo que su familia se mudó allí por un tiempo. Posteriormente, regresaron a Idaho y Severance se unió a las Girl Scouts.
Severance comenzó a escribir historias a los siete años. Como no recibió mucho apoyo de su familia para dedicarse profesionalmente a la escritura, decidió estudiar educación infantil.  Se declaró lesbiana y se mudó a Denver para ir a la universidad. Los tíos conservadores de Severance la rechazaron cuando salió del armario, pero su padre la aceptó. Por esta época, cuando Severance cumplió 20 años, su madre se volvió sobria y «ha sido un gran apoyo desde entonces». En Denver, Severance se involucró con la comunidad feminista lesbiana local. Ella y sus compañeras dirigían una librería llamada Woman to Woman, una productora llamada Virago y un periódico llamado Big Mama Rag.

## Carrera

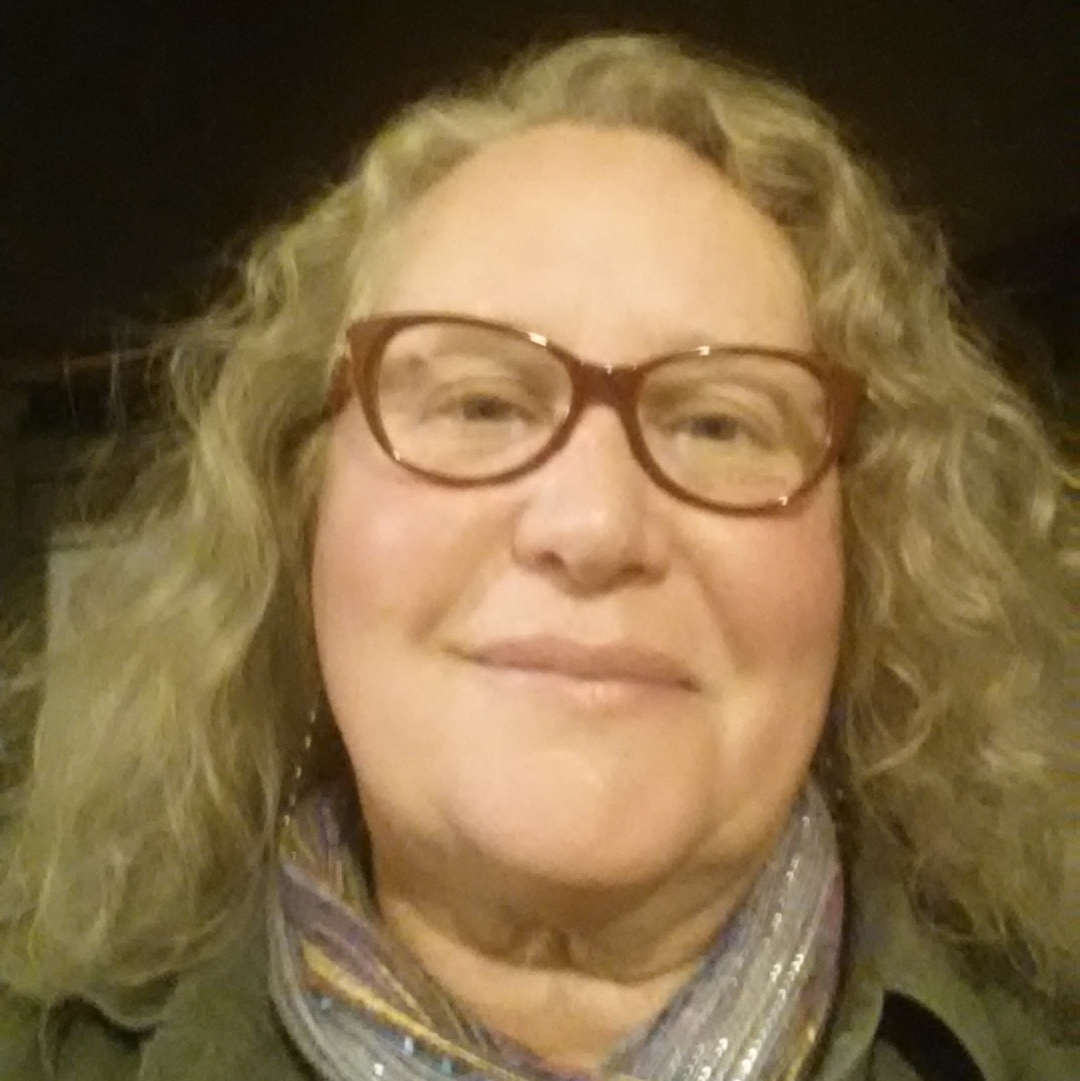
Severance en 2015.

Mientras trabajaba en Woman to Woman, cuando tenía 21 años, Severance encontró libros ilustrados publicados por la prensa independiente Lollipop Power, con sede en Chapel Hill (Carolina del Norte), y sintió que podía escribir un trabajo de calidad similar sobre la vida lésbica. Severance dijo que observó «una paternidad bastante miserable» entre las madres solteras de su comunidad lésbica de Denver y trató de escribir una obra que «mataría dos pájaros de un tiro»: representando comunidades lésbicas y describiendo la separación de una figura paterna y su pareja. Envió el manuscrito del libro, When Megan Went Away, a Lollipop Power, y después de un proceso de edición algo polémico, el trabajo se publicó en 1979 con ilustraciones de Tea Schook.
El libro fue el primer libro ilustrado para niños que representó personajes LGBT, y específicamente el primero en representar personajes lesbianas. Severance declaró que ha «recibido muchas críticas» por representar «una familia de lesbianas de una manera 'negativa'» (lidiando con la separación de los padres). La descripción se produjo en un momento de la historia de Estados Unidos en el que la maternidad lesbiana estaba aumentando y, como escribió la experta en literatura infantil Danné Davis: «When Megan Went Away, hizo poco para respaldar relaciones sólidas entre madres duales y hogares encabezados por lesbianas», provando así ira por la obra.
El segundo libro ilustrado de Severance, Lots of Mommies, fue publicado por Lollipop Power en 1983 con ilustraciones de Jan Jones. La obra cuenta la historia de una niña cuyos compañeros de clase dudan de que tenga cuatro madres, pero se demuestra que tiene razón cuando las cuatro corren en su ayuda cuando resulta herida en el patio de la escuela. Severance se inspiró para el trabajo en niños que conoció en Denver y que se criaban en hogares colectivos. Algunos estudiosos consideran que la obra es otra descripción temprana de la vida lesbiana en un libro ilustrado, mientras que otros lo cuestionan ya que el texto no establece cuál es la relación de las madres entre sí. Por su parte, Severance considera que la obra representa personajes lésbicos.
El tercer libro de Severance fue una novela para adultos jóvenes llamada Ghost Pains sobre dos hijas de una madre lesbiana que lucha contra el alcoholismo. Severance se inspiró en su propia relación con su madre para el trabajo, que describió como autobiográfico; sin embargo, también quería escribir una obra en la que el lesbianismo del personaje fuera incidental más que focal. El libro fue publicado en 1992 por Sheba Feminist Press, con sede en Londres.
Desde la publicación de Ghost Pains, Severance ha seguido escribiendo. Es autora de una novela juvenil queer sobre la transición a la adultez llamada Steal Away que no se ha publicado y, en 2009, buscaba representación literaria. Además de escribir, Severance también trabajó en el Festival de Música Womyn's de Michigan durante seis años, dirigió un programa extraescolar y trabajó como profesora suplente. Aunque tiene licencia para enseñar, Severance dijo que «la enseñanza es más que un trabajo de tiempo completo y siempre quise tener tiempo para escribir».

## Legado
Esta distinción del primer libro ilustrado con personajes lésbicos a veces se ha otorgado erróneamente a Heather has two mommies de Lesléa Newman, que no se publicó hasta 1989 – diez años después de When Megan Went Away. Aunque el texto de When Megan Went Away se volvió a publicar en la revista Ms. en 1986 bajo unseudónimo, Newman afirmó que sentía que Lollipop Power no publicitó ni distribuyó el libro de Severance de manera muy amplia, lo que contribuyó a la percepción errónea. Severance, que conoce a Newman, calificó la idea errónea como «un error honesto» y escribió que Newman «imprimió algo en el lugar correcto en el momento correcto y supo cómo ejecutarlo». Newman cambió la forma en que describió a Heather Has Two Mommies como «el primer libro ilustrado que retrata una familia feliz formada por dos madres lesbianas y su hijo».
El estudioso de la literatura infantil Thomas Crisp describió los libros de Severance como surgidos en un momento en el que la expectativa de que las personas queer eran disfuncionales también pudo haber sido lo que les permitió llegar a la publicación, ya que representan a personas o familias queer a menudo disfuncionales. Por esta razón, en comparación con libros infantiles posteriores que tienden a presentar representaciones positivas y festivas de las personas LGBT, Crisp escribió que «la carrera y los libros de Severance ofrecen una mirada alternativa a la vida y los temas queer en la literatura infantil, una visión que puede ser más emocionalmente honesto». Jennifer Miller, otra estudiosa de la literatura infantil, calificó los dos libros ilustrados de Severance como «una rara instantánea de la vida y el amor lésbico en las décadas de 1970 y 1980. Ambos libros ilustrados también ofrecen una alternativa afirmativa a la familia nuclear».